# 中川中央
中川中央（なかがわちゅうおう）は、神奈川県横浜市都筑区の町名。港北ニュータウンの中心部で、センター北駅と周辺の商業施設がある。現行行政地名は中川中央一丁目から中川中央二丁目。住居表示実施済区域。

## 地理
都筑区の中央部に位置し、東に牛久保東と大棚西と大棚町、川を挟んで南に茅ケ崎中央、西に中川、北に牛久保西と接している。

### 河川
- 早渕川

### 面積
面積は以下の通りである。
| 丁目           | 面積（km²） |
| -------------- | ----------- |
| 中川中央一丁目 | 0.279       |
| 中川中央二丁目 | 0.091       |
| 計             | 0.370       |

## 歴史

### 沿革
- 1994年（平成6年）11月6日 - 住居表示の実施[6]に伴い、牛久保町、中川町の各一部をから、中川中央一丁目を新設[7]。横浜市都筑区中川中央一丁目となる。
- 2004年（平成16年）10月18日 - 住居表示の実施に伴い、大棚町、茅ケ崎町、中川町の各一部から、中川中央二丁目を新設[8]。

### 町名の変遷
| 実施後         | 実施年月日                 | 実施前（各町名ともその一部）       |
| -------------- | -------------------------- | ---------------------------------- |
| 中川中央一丁目 | 1994年（平成6年）11月6日   | 牛久保町、中川町（各一部）         |
| 中川中央二丁目 | 2004年（平成16年）10月18日 | 大棚町、茅ケ崎町、中川町（各一部） |

## 世帯数と人口
2025年（令和7年）6月30日現在（横浜市発表）の世帯数と人口は以下の通りである。
| 丁目           | 世帯数    | 人口    |
| -------------- | --------- | ------- |
| 中川中央一丁目 | 2,406世帯 | 4,347人 |
| 中川中央二丁目 | 106世帯   | 116人   |
| 計             | 2,512世帯 | 4,463人 |

### 人口の変遷
国勢調査による人口の推移。
| 年                 | 人口  |
| ------------------ | ----- |
| 2000年（平成12年） | 1,167 |
| 2005年（平成17年） | 2,532 |
| 2010年（平成22年） | 3,304 |
| 2015年（平成27年） | 3,991 |
| 2020年（令和2年）  | 4,462 |

### 世帯数の変遷
国勢調査による世帯数の推移。
| 年                 | 世帯数 |
| ------------------ | ------ |
| 2000年（平成12年） | 589    |
| 2005年（平成17年） | 1,322  |
| 2010年（平成22年） | 1,773  |
| 2015年（平成27年） | 2,068  |
| 2020年（令和2年）  | 2,340  |

## 学区
市立小・中学校に通う場合、学区は以下の通りとなる（2024年11月時点）。
| 丁目           | 番・番地等 | 小学校             | 中学校             |
| -------------- | ---------- | ------------------ | ------------------ |
| 中川中央一丁目 | 全域       | 横浜市立中川小学校 | 横浜市立中川中学校 |
| 中川中央二丁目 | 全域       | 横浜市立中川小学校 | 横浜市立中川中学校 |

## 事業所
2021年（令和3年）現在の経済センサス調査による事業所数と従業員数は以下の通りである。
| 丁目           | 事業所数  | 従業員数 |
| -------------- | --------- | -------- |
| 中川中央一丁目 | 754事業所 | 8,760人  |
| 中川中央二丁目 | 78事業所  | 2,752人  |
| 計             | 832事業所 | 11,512人 |

### 事業者数の変遷
経済センサスによる事業所数の推移。
| 年                 | 事業者数 |
| ------------------ | -------- |
| 2016年（平成28年） | 835      |
| 2021年（令和3年）  | 832      |

### 従業員数の変遷
経済センサスによる従業員数の推移。
| 年                 | 従業員数 |
| ------------------ | -------- |
| 2016年（平成28年） | 10,950   |
| 2021年（令和3年）  | 11,512   |

## 交通

### 鉄道
- 横浜市営地下鉄ブルーライン・グリーンライン
  - センター北駅

### 道路
- 神奈川県道13号横浜生田線

## 施設
- 横浜市歴史博物館
- モザイクモール港北
- ノースポート・モール
- 港北みなも
- 横浜センター北駅前郵便局[17]

## その他

### 日本郵便
- 郵便番号 : 224-0003[3]（集配局：都筑郵便局[18]）

### 警察
町内の警察の管轄区域は以下の通りである。
| 丁目           | 番・番地等 | 警察署     | 交番・駐在所       |
| -------------- | ---------- | ---------- | ------------------ |
| 中川中央一丁目 | 全域       | 都筑警察署 | センター北駅前交番 |
| 中川中央二丁目 | 全域       | 都筑警察署 | センター北駅前交番 |